# Formand for Det Europæiske Råd
 Ikke at forveksle med Formandskabet for EU's ministerråd og Europa-Kommissionsformand.
Formand for Det Europæiske Råd (til tider også benævnt "EU's præsident") er Den Europæiske Unions øverste repræsentant for fælles udenrigs- og sikkerhedspolitik. Formanden leder Det Europæiske Råds arbejde og bestræber sig på at fremme sammenhold og konsensus i rådet, der består af unionens stats- og regeringschefer samt Formand for Europakommissionen. Formanden skal efter ethvert møde i Det Europæiske Råd fremlægge en rapport for Europa-Parlamentet. Den nuværende formand er Charles Michel.
Fra 1975 til 2009 var lederen af Det Europæiske Råd et uofficielt embede, hvis indehaver var den medlemstats statsoverhoved eller regeringschef, der varetog det halvårligt skiftende formandskab for Rådet for Den Europæiske Union. Siden Lissabontraktaten, artikel 15 i Traktaten om Den Europæiske Union hedder det, at Det Europæiske Råd udpeger en formand på fuld tid for en to-et-halt år, med mulighed for genvalg én gang. Formanden må ikke varetage et nationalt embede på samme tid, men han må gerne varetage et europæisk embede. Der er lagt op til, at formanden for Det Europæiske Råd og formanden for Europakommissionen med tiden kan slås sammen, hvis medlemsstaterne ønsker det.
Den 19. november 2009 vedtog Det Europæiske Råd, at dets første formand i overensstemmelse med Lissabontraktaten blev Herman Van Rompuy (Det Europæiske Folkeparti, Belgien). Herman Van Rompuy tiltrådte, da Lissabon-traktaten trådte i kraft den 1. december 2009 til den 31. maj 2012. Van Rompuy blev genvalgt til endnu en periode, der udløb den 30. november 2014. Han blev den 1. december 2014 afløst af Donald Tusk, som blev genvalgt for en nye periode fra den 1. Juni 2017 til 30. November 2019.

## Faste formænd siden 2009
| Nr. | Billede | Formand (født–død)            | Stat    | Start            | Slut              | Parti | Europæisk parti | Europæisk parti                                | Kilder |
| --- | ------- | ----------------------------- | ------- | ---------------- | ----------------- | ----- | --------------- | ---------------------------------------------- | ------ |
| 1   |         | Herman Van Rompuy (født 1947) | Belgien | 1. december 2009 | 30. november 2014 | CD&V  |                 | Det Europæiske Folkeparti                      | [ 3 ]  |
| 2   |         | Donald Tusk (født 1957)       | Polen   | 1. december 2014 | 30. november 2019 | PO    |                 | Det Europæiske Folkeparti                      | [ 4 ]  |
| 3   |         | Charles Michel (født 1975)    | Belgien | 1. december 2019 | Siddende          | MR    |                 | Alliancen af Liberale og Demokrater for Europa | [ 5 ]  |